# Elias (oratorium)
Elias är ett oratorium för solo, kör och orkester komponerat år 1846 av Felix Mendelssohn, op. 70, och är dennes sista större komposition.

## Historia
Birmingham Musical Festival Committee inbjöd år 1845 Mendelssohn att dirigera vid nästa års festival och beställde också av honom ett verk att framföras vid tillfället ifråga. Mendelssohn svarade att han hade påbörjat ett oratorium och han hoppades nu få det färdigt i tid till festivalen. I maj 1846 då drygt halva verket var klart skrev han till "den svenska näktergalen" Jenny Lind för vilken sopranstämman var skriven:
"Jag hoppar runt i rummet av glädje. Om det bara visar sig vara hälften så bra, som jag tror det är, hur nöjd skall jag inte vara!"
Elias skrevs ursprungligen på tyska, en text skriven av Mendelssohns vän Karl Klingeman, men i juli samma år översattes librettot till engelska inför uruppförandet. Detta ägde rum 26 augusti på musikfestivalen och gjorde stor succé varav fyra körsatser och lika många solopartier bisserades. Mendelssohn skrev samma kväll:
"Inget annat av mina verk har gått så utmärkt bra vid första framträdandet,... eller mottagits med sådan entusiasm av både musiker och publik... Aldrig i livet har jag hört ett bättre framförande."
I England är verket fortfarande mycket populärt (andra plats efter Händels Messias). Oratoriet är mycket långt, varav första delen stundtals endast framförs. De mest kända numren är kören Thanks be to God och Be not afraid, trion Lift Thine eyes, basarian Lord, God of Abraham, sopransolot Hear ye, Israel, altsolot O rest in the Lord samt två kvartetter.

## Handling - Akter
Verket skildrar olika händelser i livet om den bibliska profeten Elia. Historierna är hämtade ur Första och Andra Kungaboken i Gamla Testamentet. Kompositören har själv valt ut texterna.
| Akt I 1. So wahr der Herr 2. Hilf, Herr! / Die Tiefe ist versieget! 3. Herr, höre unser Gebet! 4. Zerreißet eure Herzen 5. So ihr mich von ganzem Herzen suchet 6. Aber der Herr sieht es nicht 7. Elias! gehe weg von hinnen 8. Denn er hat seinen Engeln befohlen / Nun auch der Bach vertrocknet ist 9. Was hast du an mir getan 10. Wohl dem, der den Herrn fürchtet 11. Baal, erhöre uns! 12. Rufet lauter! 13. Rufet lauter! Er hört euch nicht! 14. Herr Gott Abrahams 15. Wirf dein Anliegen auf den Herrn 16. Der du deine Diener machst 17. Ist nicht des Herrn Wort 18. Weh ihnen, dass sie von mir weichen 19. Hilf deinem Volk 20. Chor („Dank sei dir, Gott“) | Akt II 21. Höre, Israel, höre des Herrn Stimme! / So spricht der Herr / Ich bin euer Tröster 22. Fürchte dich nicht 23. Der Herr hat dich erhoben 24. Wehe ihm, er muss sterben! 25. Du Mann Gottes, lass meine Rede 26. Es ist genug 27. Siehe, er schläft unter dem Wacholder 28. Hebe deine Augen auf zu den Bergen 29. Siehe, der Hüter Israels 30. Stehe du auf, Elias 31. Sei stille dem Herrn 32. Wer bis an das Ende beharrt 33. Herr, es wird Nacht um mich 34. Der Herr ging vorüber 35. Seraphim standen über ihm / Heilig, heilig, heilig 36. Gehe wiederum hinab 37. Ja, es sollen wohl Berge 38. Und der Prophet Elias brach hervor 39. Dann werden die Gerechten leuchten 40. Darum ward gesender der Prophet Elias 41. Aber einer erwacht von Mitternacht / Wohlan, alle die ihr durstig seid 42. Alsdann wird euer Licht |

## Roller
Förutom kören och ensemblen som utgör en stor del av musiken nämns nedan några bemärkta roller.
- Elias – Bas
- Änkan i Sarefat – Sopran
- Obadjah – Tenor
- Ahab – Tenor
- Drottningen – Altstämma